# Jan Verfaillie
Pour les articles homonymes, voir Verfaillie.
 (avril 2020).
Jan Verfaillie, né le 8 octobre 1972 à Furnes est un homme politique belge flamand, membre de CD&V.
Il est gradué en comptabilité, licencié en sciences économiques appliquées (VUB) et diplômé en études spécialisées en management financier (FUNDP).

## Fonctions politiques
- conseiller communal à Furnes (depuis 1995)
- bourgmestre de Furnes (1998 - 2012)
- conseiller communal de Flandre-Occidentale (2000 - 2001)
- député au Parlement flamand (du 1er octobre 2001 au 25 mai 2014)
- échevin de Furnes (depuis 2013)